# Mackerrasia simplicicornis
Mackerrasia simplicicornis är en tvåvingeart som först beskrevs av Austen 1912.  Mackerrasia simplicicornis ingår i släktet Mackerrasia och familjen bromsar.
Artens utbredningsområde är Madagaskar. Inga underarter finns listade i Catalogue of Life.